# Ligne 211 (Infrabel)

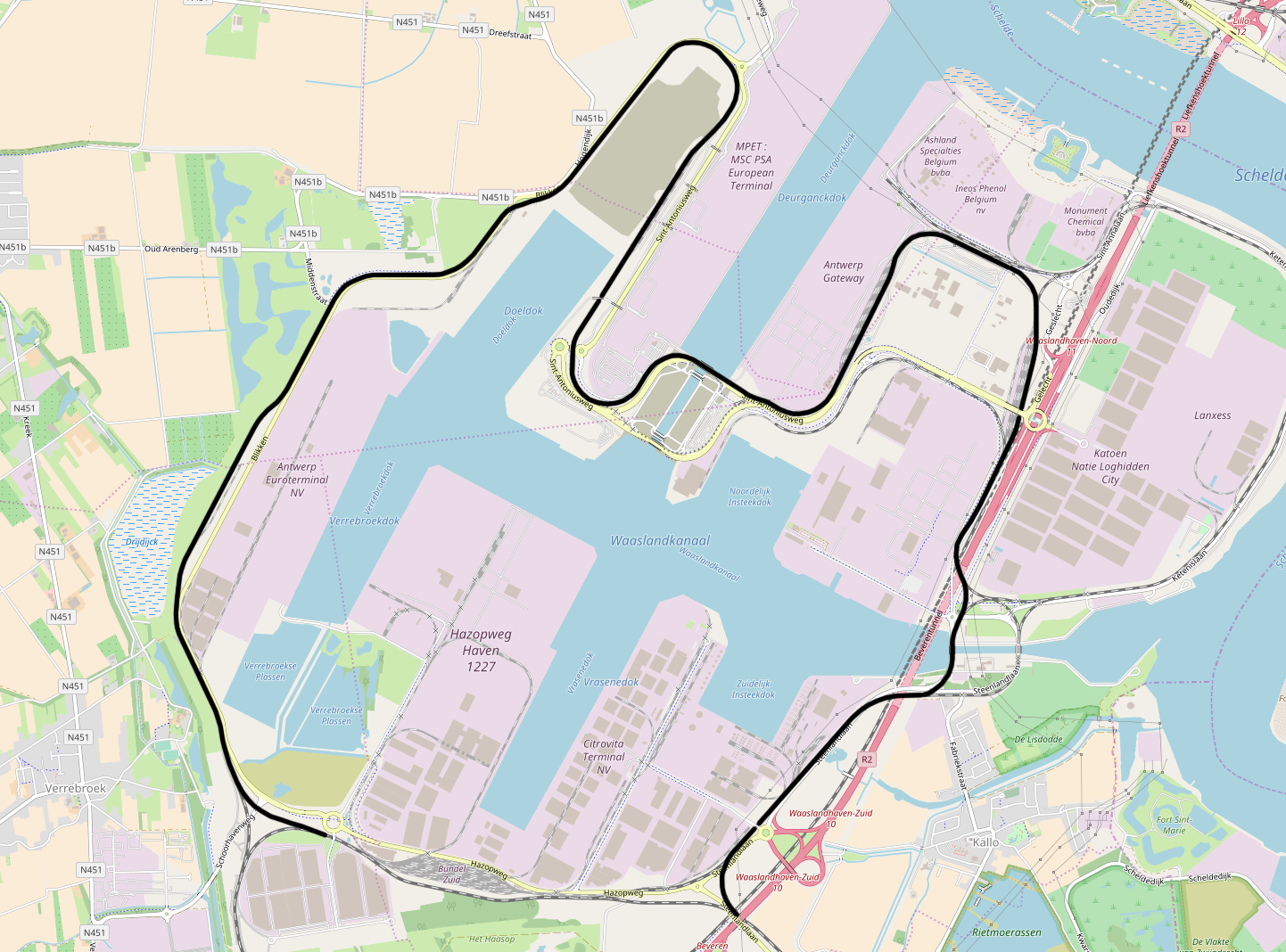
Plan de la ligne

La ligne 211 est une ligne ferroviaire industrielle belge du port d'Anvers qui relie Kruipin à Farnese (port d'Anvers).

## Tracé
La ligne 211 est connectée au ligne 10 en deux places, à la jonction de Steenland et à la gare de triage au Hazopweg («Bundel Zuid»). Elle suit un itinéraire circulaire à travers le port du Pays de Waes en passant sur les écluses de Calloo et du Deurgangdok.

### Connexions
- jonction de Kruipin: ligne 10/2
- jonction Den Beer: ligne 211A
- jonction Farnese West: ligne 208/1
- jonction Geslecht: ligne 208[1]